# Apnea (film)
Apnea è un film italiano del 2005 diretto da Roberto Dordit, al suo esordio come regista.

## Trama
Paolo, è un giornalista con una passato da schermitore, alla morte di un suo caro amico, trova alcune zone d'ombra nel suo passato e decide di iniziare a indagare.

## Produzione
Il film è prodotto da Indigo Film in collaborazione con Rai Cinema. Ha ottenuto il finanziamento dal fondo del Ministero per i beni e le attività culturali e il patrocinio del Friuli Venezia Giulia Film Commission.

## Distribuzione
Ultimato nel 2005, ha trovato una distribuzione solamente due anni dopo. È uscito nelle sale cinematografiche italiane il 16 febbraio 2007, distribuito a livello nazionale dall'Istituto Luce e proposto da Nanni Moretti nella sua sala romana Cinema Nuovo Sacher.

## Riconoscimenti
Vincitore del Premio Alma per la Miglior Sceneggiatura e del Premio Sintonia alla miglior colonna sonora al Festival Internacional de Cine de Santander.
Selezionato al Cinemed - Festival Cinema Mediterranéen Montpellier, al Premio Amidei e al Taormina Film Fest; in concorso al Festival du Film Italien de Villerupt.
Candidato ai Nastri d'argento 2007 per il Miglior regista esordiente e per la Produzione.

## Slogan promozionali
- «Tu ci credi che è andata così?»